# Chiesa dei Santi Giacomo e Cristoforo (Craveggia)
La chiesa dei Santi Giacomo e Cristoforo è il principale edificio di culto cattolico di Craveggia, in provincia del Verbano-Cusio-Ossola. La chiesa è sede dell'omonima parrocchia del vicariato Ossola della diocesi di Novara.

## Storia
L'edificazione del nucleo base della chiesa parrocchiale risale al XVI secolo, l'atto di costituzione della parrocchia risale al 18 aprile 1598 quando quella di Craveggia venne separata dalla chiesa matrice di Santa Maria Maggiore, la consacrazione dell'antica chiesa parrocchiale risale al 1603.
È precedente al 1714 la costruzione della cappella destinata ad ospitare le reliquie di San Faustino chiamata cappella del Santissimo nome di Gesù che venne ampliata nel 1717 e da allora prese il nome di cappella di San Faustino, le reliquie del santo vi giunsero l'anno successivo.
A partire dal 1723 la popolazione di Craveggia aveva iniziato a provvedere all'abbellimento dell'antica chiesa, nel 1727 vennero fatti eseguire da Giuseppe Mattia Borgnis i grandi teleri del Cenacolo e delle vite dei due santi.
Nel 1730 il comune ed un gruppo di facoltosi benefattori decise di ingrandire l'antica chiesa prevedendo l'allargamento del coro e l'edificazione di una cappella simmetrica a quella di San Faustino. Del progetto venne incaricato lo stesso Borgnis, il disegno finale riprendeva aspetti del progetto della chiesa di San Salvador a Venezia. La consacrazione della chiesa rinnovata avvenne il 2 agosto 1770 alla presenza del vescovo di Novara Marco Aurelio Balbis Bertone.

## Descrizione
La facciata della chiesa è preceduta da un portico a tre arcate sorretto da due pilastri e da due colonne binate. A fianco, sul lato destro, si staglia l'alto campanile in pietra sormontato da una guglia.
L'interno della chiesa, ripartito in tre navate, è riccamente decorato, a ciò provvide un numeroso gruppo di benefattori tra i quali una Compagnia di craveggesi emigrati a Parigi. Mentre gli interni sono per gran parte opera di Borgnis gli affreschi delle lunette del portico, risalenti al 1834, sono opera di un altro artista vigezzino, Lorenzo Peretti di Buttogno.

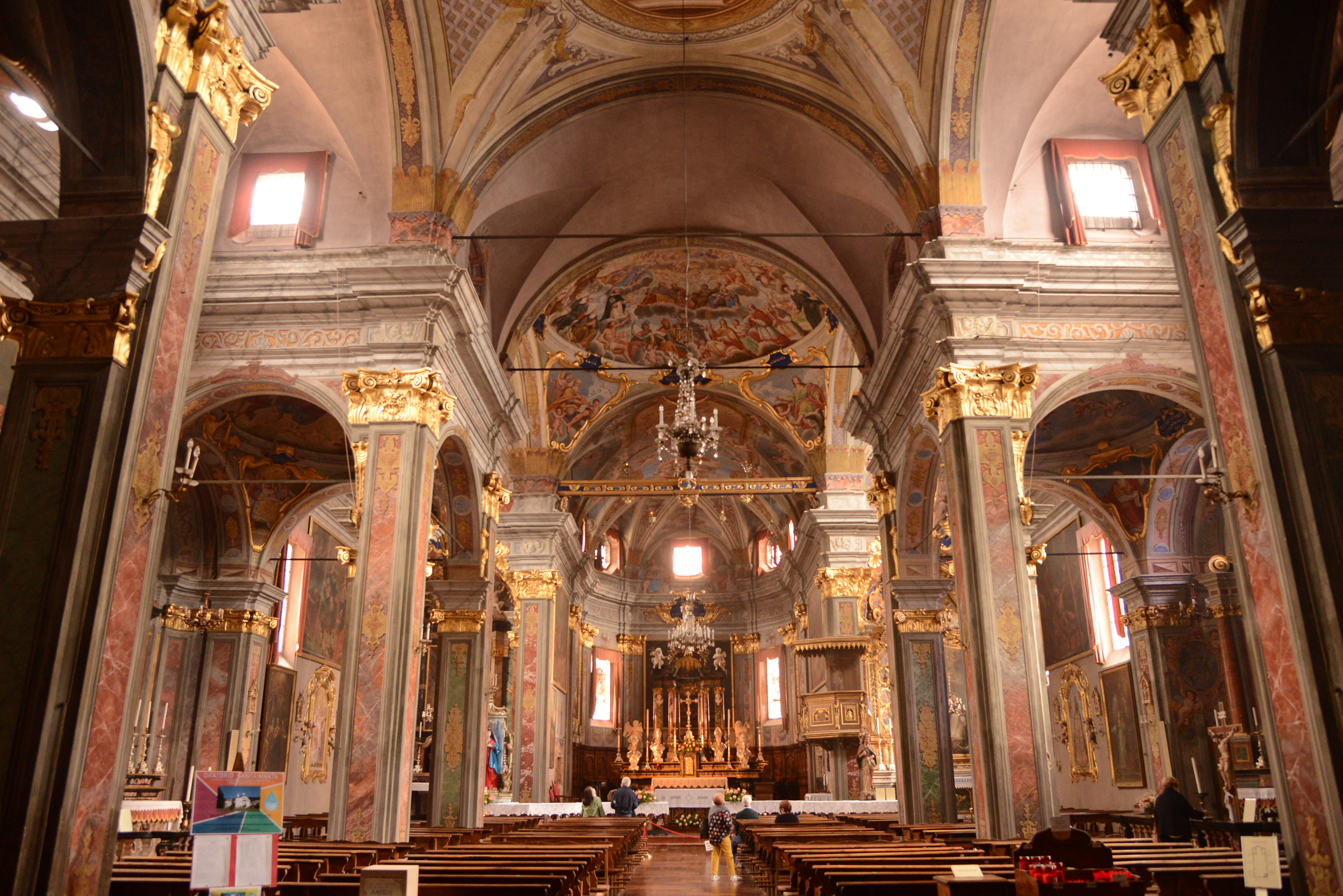
Interno, navata centrale

All'interno spiccano l'imponente altare maggiore riccamente decorato di statue e con varietà di marmi e l'organo proveniente dalla Chiesa di Santa Maria del Giardino di Milano. Nel 1846 venne aggiunto un controrgano opera del varesino Giovanni Franzetti residente ad Intra, nel XIX secolo l'organo venne aggiornato con nuovi strumenti ad opera di Luigi Bernasconi.
All'interno della parrocchiale è custodito un rilevante numero di oggetti liturgici, paramenti religiosi e dipinti votivi chiamato il "tesoro di Craveggia" accumulatosi a partire dal XVI secolo, molti oggetti vi sono giunti nel corso dei secoli da donazioni di craveggesi emigrati all'estero altri sono stati acquistati dalla chiesa. I manufatti più celebri sono il manto funebre di Luigi XIV decorato in oro e argento, un piviale ricavato dal manto nuziale di Maria Antonietta e un ciclo di dipinti su tavole di rame opera di un artista fiammingo e provenienti dalla Cappella Reale di Versailles.

## Battistero

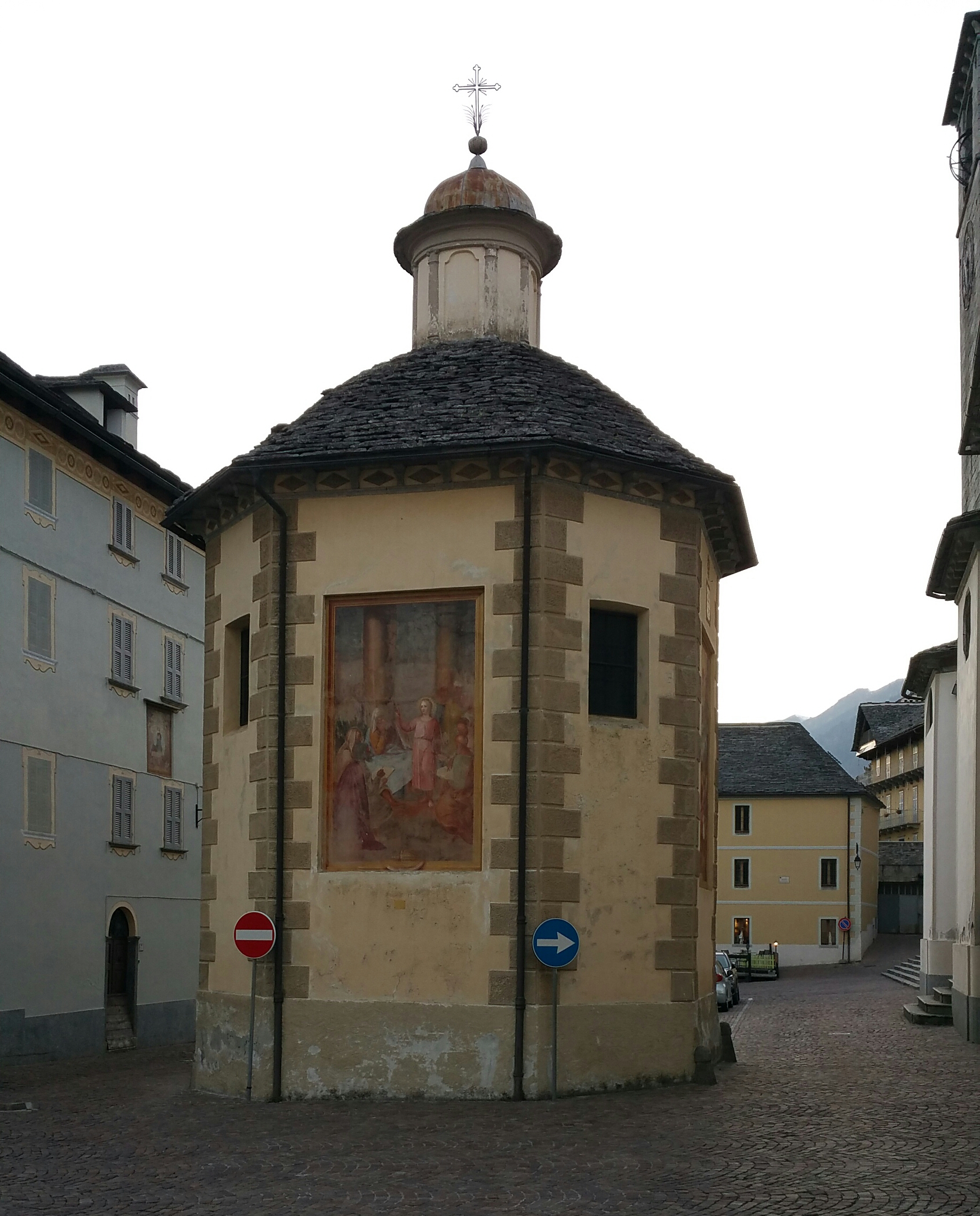
Retro del battistero

Nella parte meridionale di piazza San Giacomo s'erge, isolato, il Battistero. In origine l'edificio fu concepito come tomba famigliare, quest'area del paese infatti ospitava il cimitero. Nella prima metà XIX secolo, con il decentramento dei camposanti dai centri urbani, l'intera area fu riconvertita in piazza. La tomba invece, grazie alla sua struttura ottagonale che ben si prestava alla funzione, non fu smantellata e nel 1838, su progetto di Giuseppe Antonio Borgnis, fu rifatta nelle forme attuali. Le pitture interne di Lorenzo Peretti furono invece ultimate due anni dopo.

### Descrizione
L'ingresso è presentato da un timpano sorretto da due colonne e sormontato da un riquadro rettangolare con all'interno La predicazione di Giovanni Battista sulle rive del Giordano in grisaille monocroma di Peretti. Sulle pareti laterali esterne, alternate alle losanghe in finto bugnato, altri tre riquadri affrescati da Peretti Gesù fanciullo fra i dottori, L'Immacolata tra un gruppo di scolari devoti e Sinite Parvulos.
L'interno presenta una serie di affreschi di Peretti sul tema iconografico del Battesimo di Gesù. Di fronte alla vasca battesimale, Gesù battezzato da Giovanni nel Giordano e L'Imperatore Costantino che fa atto di sottomissione a Papa Silvestro e chiede il battesimo a Papa Silvestro che impone la Confermazione a Costantino, mentre nell'abside il Padre Eterno.